# Narvik (Schiff, 1942)
Die Narvikⓘ war ein Geleitzerstörer der britischen Hunt-Klasse vom Typ III, der für die britische Royal Navy gebaut wurde und von dieser 1942 der norwegischen Exilmarine zur Verfügung gestellt und mit norwegischer Besatzung als Glaisdale (Kennung: L44) in Dienst genommen und unter britischem Oberbefehl bis zu einer schweren Beschädigung im Sommer 1944 vor der Normandie eingesetzt wurde.
Im August 1946 kaufte die norwegische Marine das Schiff und benannte es in Narvik (Kennung: D309) um. Das anfangs als Zerstörer klassifizierte Schiff wurde ab 1956 zur Fregatte mit der Kennung F309 umklassifiziert. 1961 wurde die Narvik gestrichen und ein Jahr später verschrottet.

## Geschichte des Schiffes
Das Schiff wurde als Geleitzerstörer vom Typ III der Hunt-Klasse am 23. August 1940 im Rahmen des britischen Kriegshaushalts von 1940 bei Cammell, Laird & Company in Birkenhead zusammen mit einem Schwesterschiff bestellt. Die Bauwerft, die schon den Auftrag für das Typschiff der Hunt-Klasse Atherstone erhalten hatte, sollte nach vier 1939 bestellten Schiffen vom Typ I (vom März 1940 bis Mai 1941 fertiggestellt), zwei noch 1939 bestellten Schiffen vom Typ II (August bis November 1941 fertig), noch vier Schiffe vom Typ III bauen, von denen das erste Paar Anfang Juli 1940 bestellt worden war. Die Kiellegung des letzten Paares erfolgte am 18. Januar und 4. Februar 1941. Die Glaisdale mit der Baunummer 1081 war der zehnte und letzte vom Cammell, Laird & Company zu bauende Zerstörer der Hunt-Klasse. Noch vor dem Stapellauf wurde das Schiff am 23. Dezember 1941 der norwegischen Marine auf Leihbasis zur Verfügung gestellt. Am 5. Januar 1942 lief das Schiff unter dem von der Royal Navy vorgesehenen Namen Glaisdale vom Stapel und wurde am 12. Juni 1942 mit einer norwegischen Besatzung in Dienst gestellt, um unter Leitung der Royal Navy in einer britischen Flottille eingesetzt zu werden.

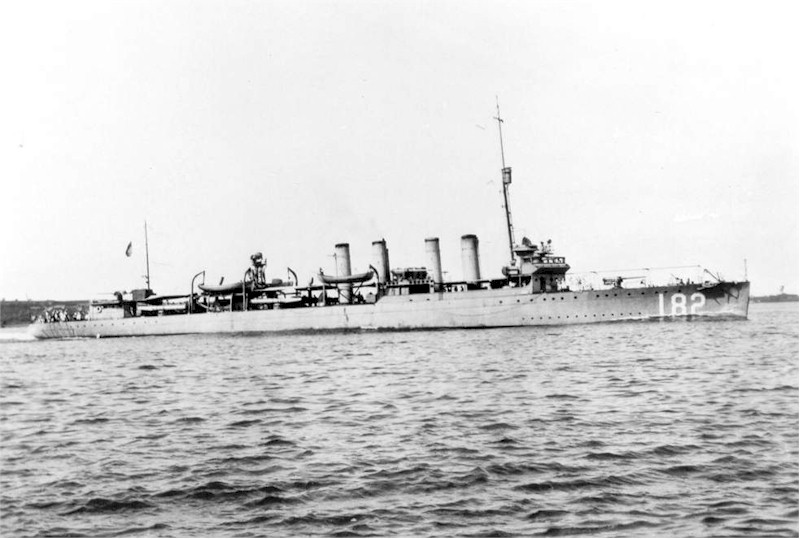
USS Thomas (DD182)

Ihr unmittelbares Schwesterschiff Eskdale (Baunummer 1080, Kiellegung am 18. Januar 1941) war erst am 16. März 1942 vom Stapel gelaufen und kam am 31. Juli 1942 auch unter einer norwegischen Besatzung in Dienst als Ersatz für die Newport, einen nicht mehr einsetzbaren ehemals amerikanischen Zerstörer der Town-Klasse. Der von den Norwegern im März 1941 übernommene Vier-Schornsteiner war seit März 1942 zum wiederholten Mal in der Reparatur.
Die größten Schiffe der norwegische Marine Ende Juli 1942 waren neben den beiden Hunt-Zerstörern die St. Albans (ex-US-Zerstörer Thomas (DD182)) der Wickes-Klasse und fünf Korvetten der Flower-Klasse.

### Kriegseinsätze
Die Glaisdale befand sich zu ersten Übungen und bei der Home Fleet in Scapa Flow und kam dann zur britischen 1. Zerstörerflottille nach Portsmouth, wohin auch die etwas später in Dienst gekommene Eskdale folgte. Acht britische Schnellboote, die beiden norwegischen und weitere drei britische Hunt-Zerstörer (Cottesmore, Quorn und Albrighton) verhinderten in der Nacht zum 14. Oktober 1942 den Durchbruch des stark gesicherten Hilfskreuzers Komet durch den Kanal, der von MTB 236 mit zwei Torpedos versenkt wurde und mit der gesamten Besatzung sank. Von den sichernden M-Booten und vier T-Booten wurde die Brocklesby aus einer noch eintreffenden Gruppe von vier Geleitzerstörern beschädigt.
Der aus Nordafrika zurück marschierende Konvoi MKF.1, der unter anderem durch die Geleitträger Argus und Avenger, die Zerstörer Wrestler, Amazon und Glaisdale gesichert wurde, verlor am 14. November 1942 durch U 413 den Truppentransporter Warwick Castle (20.107 BRT) und am 15. versenkte U 155 den Träger Avenger (514 Tote), auch der Truppentransporter Ettrick (11.279 BRT), von dem die Glaisdale 312 Schiffbrüchige übernahm und die Transporter Almaack (AK 27, 6737 BRT) und Electra (AK 21, 6200 BRT) gingen verloren. U 98 wurde von der Wrestler versenkt und die US-Zerstörer Woolsey, Swanson und Quick versenkten U 173. Weitere U-Boote wurden beschädigt.
Am 14. April 1943 griff die deutsche 5. Schnellboot-Flottille mit sechs Booten vor Lizard Point den britischen Konvoi PW 323 aus sechs Dampfern an, der durch die beiden norwegischen Zerstörer Glaisdale und Eskdale sowie zwei norwegischen und drei britischen Trawlern an. S 90 traf die Eskdale mit zwei Torpedos, die von S 65 und S 112 endgültig versenkt wurde. S 121 torpedierte den britischen Frachter Stanlake (1742 BRT), den anschließend S 90 und S 82 vernichteten.
In der Nacht zum 10. Juli 1943 griffen die Geleitzerstörer Melbreak, Wensleydale und die norwegische Glaisdale ein von der deutschen 2. Minensuchflottille mit fünf Minensuchbooten gesichertes deutsches Geleit nahe Ouessant an und versenkten das M-Boot M 153. In das Gefecht griffen die auf der Verlegung nach Westen befindlichen Flottentorpedoboote T 24 und T 25 ein und beschädigten die Melbreak schwer.
Bei der Landung in der Normandie im Juni 1944 war die Glaisdale dem Landungsbereich Juno zugeteilt, wo sie mit den drei Hunt-Zerstörern Stevenstone, Bleasdale und die französische La Combattante sowie Flottenzerstörern der 8. und 27. Zerstörer-Flottille und den Kreuzern Belfast und Diadem zusammenwirkte. In der Nacht zum 10. Juni versuchten von Le Havre die Torpedoboote T 28, Möwe und Jaguar den Landungsbereich anzugreifen. Die deutschen Boote wurden von der Glaisdale, Ursa und der polnischen Krakowiak abgedrängt. In der Nacht zum 13. Juni brachen aus Cherbourg vier Schnellboote aus, um die Artillerieunterstützung von See anzugreifen. Nachdem die Boote unerkannt eine amerikanische Sicherungslinie passiert hatten, wurden sie vor Le Havre von der Glaisdale, Stevenstone und dem Zerstörer Isis gestellt und zogen sich erfolglos zurück. Eines der Boote wurde durch die Zerstörer schwer beschädigt.

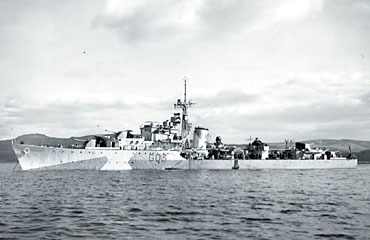
Die nach knapp drei Monaten verlorene Svenner

Am 23. Juni 1944 löste die Glaisdale vor dem Invasionsraum eine Mine aus, die zum Ausfall der Steuerbordmaschine führte. Das beschädigte Schiff wurde nach Portsmouth eingeschleppt. Nach sorgfältiger Untersuchung wurde das Schiff am 2. August außer Dienst gestellt und von der norwegischen Marine an die Royal Navy zurückgegeben.
Der Ausfall des zweiten Hunt-Zerstörers und der Untergang der Svenner vor der Normandie führten zur Übernahme eines weiteren Hunt-Zerstörers durch die norwegische Marine. Am 8. August 1944 übernahm sie die gerade instand gesetzte Badsworth der Royal Navy, die noch 1944 in Arendal umbenannt und von Norwegen angekauft wurde.

### ZerstörerNarvik

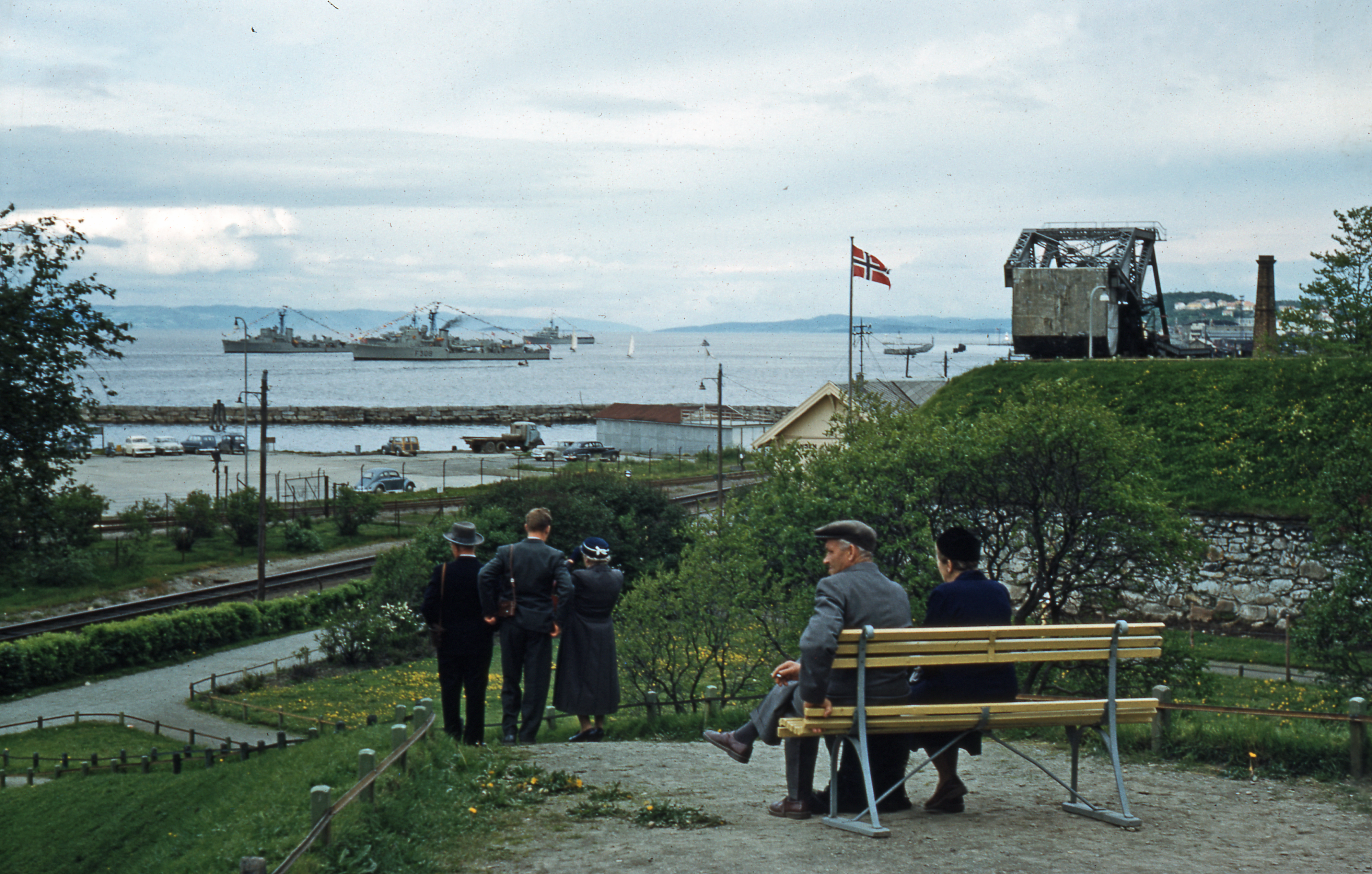
Die Narvik 1958 vor Trondheim

Die in Hartlepool seit 1944 aufliegende Glaisdale wurde im August 1946 angekauft und sollte als Narvik wieder in den Dienst der norwegischen Marine kommen. Nach einer ersten Reparatur in Großbritannien wurde das Schiff 1947 nach Norwegen überführt und in der Marinewerft in Horten grundüberholt und einsatzbereit gemacht. Am 18. Januar 1951 wurde das Schiff als Narvik von der norwegischen Marine wieder in den Dienst gestellt. Unter dem Kommando des späteren Admirals Charles Oluf Herlofson diente das Schiff als Schulschiff. Diese Aufgabe nahm es mit der Arendal war. Darüber hinaus erwarb die norwegische Marine noch zwei weitere Hunt-Zerstörer von der Royal Navy, die Mitte der 1950er Jahre zu U-Boot-Abwehr-Fregatten umgebaut wurden. Daher wurden die vier in Norwegen vorhandenen Schiffe der Hunt-Klasse 1956 zu Fregatten umklassifiziert.
Wegen des Zulaufs neuer Einheiten wurden die beiden Schulfregatten Narvik und Arendal im Mai 1961 außer Dienst gestellt und dann abgewrackt.

## Norwegische Hunt-Zerstörer
| Name         |         | ex HMS    | Bauwerft      | Stapellauf | Ablieferung | in Dienst       | Typ | außer Dienst            |
| ------------ | ------- | --------- | ------------- | ---------- | ----------- | --------------- | --- | ----------------------- |
| 1951: Narvik | D/F 309 | Glaisdale | Cammell Laird | 16.03.1942 | 12.06.1942  | (2.) 18.01.1951 | III | 1. Mai 1961             |
|              |         | Eskdale   | Cammell Laird | 5.01.1942  | 31.07.1942  | dto.            | III | 14. April 1943 versenkt |
| Arendal      | D/F 310 | Badsworth | Cammell Laird | 17.03.1941 | 18.08.1941  | 16.11.1944      | II  | 1. Mai 1961             |
| Tromsø       | D/F 311 | Zetland   | Yarrow        | 7.03.1942  | 27.06.1942  | .1952           | II  | Mai 1965                |
| Haugesund    | D/F 312 | Beaufort  | Cammell Laird | 9.06.1941  | 3.11.1941   | 30.09.1954      | II  | Mai 1965                |